# Melolontha indica
Melolontha indica är en skalbaggsart som beskrevs av Hope 1831. Melolontha indica ingår i släktet Melolontha och familjen Melolonthidae. Inga underarter finns listade i Catalogue of Life.